# Gran Premio de Argentina de Motociclismo de 2017
El Gran Premio de Argentina de 2017 (oficialmente Gran Premio Motul de la República Argentina) fue la segunda prueba del Campeonato del Mundo de Motociclismo de 2017. Tuvo lugar el fin de semana del 7 al 9 de abril de 2017 en el Autódromo Termas de Río Hondo, situado en la ciudad de Termas de Río Hondo de la Provincia de Santiago del Estero, Argentina.
La carrera de MotoGP fue ganada por Maverick Viñales, seguido de Valentino Rossi y Cal Crutchlow. Franco Morbidelli fue el ganador de la prueba de Moto2, por delante de Miguel Oliveira y Thomas Lüthi. La carrera de Moto3 fue ganada por Joan Mir, John McPhee fue segundo y Jorge Martín tercero.

## Resultados

### Resultados MotoGP
| Pos.    | N.º | Piloto           | Constructor | Vueltas | Tiempo          | Parrilla | Puntos |
| ------- | --- | ---------------- | ----------- | ------- | --------------- | -------- | ------ |
| 1       | 25  | Maverick Viñales | Yamaha      | 25      | 41:45.060       | 6        | 25     |
| 2       | 46  | Valentino Rossi  | Yamaha      | 25      | +2.915          | 7        | 20     |
| 3       | 35  | Cal Crutchlow    | Honda       | 25      | +3.754          | 3        | 16     |
| 4       | 19  | Álvaro Bautista  | Ducati      | 25      | +6.523          | 10       | 13     |
| 5       | 5   | Johann Zarco     | Yamaha      | 25      | +15.504         | 14       | 11     |
| 6       | 94  | Jonas Folger     | Yamaha      | 25      | +18.241         | 11       | 10     |
| 7       | 9   | Danilo Petrucci  | Ducati      | 25      | +20.046         | 4        | 9      |
| 8       | 45  | Scott Redding    | Ducati      | 25      | +25.480         | 15       | 8      |
| 9       | 43  | Jack Miller      | Honda       | 25      | +25.665         | 17       | 7      |
| 10      | 17  | Karel Abraham    | Ducati      | 25      | +26.403         | 2        | 6      |
| 11      | 76  | Loris Baz        | Ducati      | 25      | +26.952         | 9        | 5      |
| 12      | 53  | Esteve Rabat     | Honda       | 25      | +41.875         | 20       | 4      |
| 13      | 8   | Héctor Barberá   | Ducati      | 25      | +42.770         | 21       | 3      |
| 14      | 44  | Pol Espargaró    | KTM         | 25      | +43.085         | 18       | 2      |
| 15      | 38  | Bradley Smith    | KTM         | 25      | +43.452         | 19       | 1      |
| 16      | 29  | Andrea Iannone   | Suzuki      | 25      | +46.219         | 12       |        |
| Ret     | 4   | Andrea Dovizioso | Ducati      | 14      | Caída           | 13       |        |
| Ret     | 41  | Aleix Espargaró  | Aprilia     | 14      | Caída           | 8        |        |
| Ret     | 26  | Dani Pedrosa     | Honda       | 13      | Caída           | 5        |        |
| Ret     | 22  | Sam Lowes        | Aprilia     | 11      | Caja de cambios | 22       |        |
| Ret     | 42  | Álex Rins        | Suzuki      | 11      | Retirado        | 23       |        |
| Ret     | 93  | Marc Márquez     | Honda       | 3       | Caída           | 1        |        |
| Ret     | 99  | Jorge Lorenzo    | Ducati      | 0       | Caída           | 16       |        |
| Fuente: |     |                  |             |         |                 |          |        |

### Resultados Moto2
| Pos.    | N.º | Piloto              | Constructor | Vueltas | Tiempo    | Parrilla | Puntos |
| ------- | --- | ------------------- | ----------- | ------- | --------- | -------- | ------ |
| 1       | 21  | Franco Morbidelli   | Kalex       | 23      | 39:50.036 | 2        | 25     |
| 2       | 44  | Miguel Oliveira     | KTM         | 23      | +1.683    | 1        | 20     |
| 3       | 12  | Thomas Lüthi        | Kalex       | 23      | +10.551   | 4        | 16     |
| 4       | 7   | Lorenzo Baldassarri | Kalex       | 23      | +15.577   | 10       | 13     |
| 5       | 97  | Xavi Vierge         | Tech 3      | 23      | +24.527   | 8        | 11     |
| 6       | 24  | Simone Corsi        | Speed Up    | 23      | +24.783   | 16       | 10     |
| 7       | 42  | Francesco Bagnaia   | Kalex       | 23      | +24.965   | 13       | 9      |
| 8       | 11  | Sandro Cortese      | Suter       | 23      | +25.156   | 7        | 8      |
| 9       | 41  | Brad Binder         | KTM         | 23      | +25.622   | 24       | 7      |
| 10      | 55  | Hafizh Syahrin      | Kalex       | 23      | +25.933   | 14       | 6      |
| 11      | 23  | Marcel Schrötter    | Suter       | 23      | +26.139   | 16       | 5      |
| 12      | 10  | Luca Marini         | Kalex       | 23      | +26.456   | 11       | 4      |
| 13      | 2   | Jesko Raffin        | Kalex       | 23      | +26.697   | 5        | 3      |
| 14      | 77  | Dominique Aegerter  | Suter       | 23      | +27.461   | 18       | 2      |
| 15      | 9   | Jorge Navarro       | Kalex       | 23      | +27.628   | 20       | 1      |
| 16      | 57  | Edgar Pons          | Kalex       | 23      | +36.690   | 23       |        |
| 17      | 32  | Isaac Viñales       | Kalex       | 23      | +39.132   | 21       |        |
| 18      | 60  | Julián Simón        | Kalex       | 23      | +39.297   | 26       |        |
| 19      | 45  | Tetsuta Nagashima   | Kalex       | 23      | +39.444   | 27       |        |
| 20      | 54  | Mattia Pasini       | Kalex       | 23      | +43.908   | 6        |        |
| 21      | 73  | Álex Márquez        | Kalex       | 23      | +44.165   | 3        |        |
| 22      | 68  | Yonny Hernández     | Kalex       | 23      | +45.719   | 30       |        |
| 23      | 62  | Stefano Manzi       | Kalex       | 23      | +52.618   | 32       |        |
| 24      | 89  | Khairul Idham Pawi  | Kalex       | 23      | +59.071   | 28       |        |
| 25      | 47  | Axel Bassani        | Speed Up    | 23      | +1:02.113 | 29       |        |
| Ret     | 52  | Danny Kent          | Suter       | 14      | Caída     | 12       |        |
| Ret     | 5   | Andrea Locatelli    | Kalex       | 7       | Retirado  | 31       |        |
| Ret     | 19  | Xavier Siméon       | Kalex       | 2       | Caída     | 9        |        |
| Ret     | 49  | Axel Pons           | Kalex       | 1       | Caída     | 15       |        |
| Ret     | 40  | Fabio Quartararo    | Kalex       | 1       | Caída     | 17       |        |
| Ret     | 30  | Takaaki Nakagami    | Kalex       | 1       | Caída     | 22       |        |
| Ret     | 87  | Remy Gardner        | Tech 3      | 0       | Caída     | 25       |        |
| Fuente: |     |                     |             |         |           |          |        |

### Resultados Moto3
| Pos.    | N.º | Piloto                 | Constructor | Vueltas | Tiempo          | Parrilla | Puntos |
| ------- | --- | ---------------------- | ----------- | ------- | --------------- | -------- | ------ |
| 1       | 36  | Joan Mir               | Honda       | 21      | 38:33.377       | 16       | 25     |
| 2       | 17  | John McPhee            | Honda       | 21      | +0.261          | 1        | 20     |
| 3       | 88  | Jorge Martín           | Honda       | 21      | +0.339          | 3        | 16     |
| 4       | 65  | Philipp Öttl           | KTM         | 21      | +0.641          | 10       | 13     |
| 5       | 16  | Andrea Migno           | KTM         | 21      | +0.890          | 8        | 11     |
| 6       | 11  | Livio Loi              | Honda       | 21      | +7.598          | 12       | 10     |
| 7       | 5   | Romano Fenati          | Honda       | 21      | +7.761          | 6        | 9      |
| 8       | 24  | Tatsuki Suzuki         | Honda       | 21      | +7.831          | 9        | 8      |
| 9       | 58  | Juan Francisco Guevara | KTM         | 21      | +12.000         | 7        | 7      |
| 10      | 27  | Kaito Toba             | Honda       | 21      | +12.079         | 18       | 6      |
| 11      | 44  | Arón Canet             | Honda       | 21      | +12.278         | 4        | 5      |
| 12      | 40  | Darryn Binder          | KTM         | 21      | +12.294         | 11       | 4      |
| 13      | 42  | Marcos Ramírez         | KTM         | 21      | +12.480         | 27       | 3      |
| 14      | 14  | Tony Arbolino          | Honda       | 21      | +12.620         | 24       | 2      |
| 15      | 6   | María Herrera          | KTM         | 21      | +13.083         | 20       | 1      |
| 16      | 8   | Nicolò Bulega          | KTM         | 21      | +14.393         | 2        |        |
| 17      | 7   | Adam Norrodin          | Honda       | 21      | +18.861         | 21       |        |
| 18      | 84  | Jakub Kornfeil         | Peugeot     | 21      | +20.573         | 22       |        |
| 19      | 12  | Marco Bezzecchi        | Mahindra    | 21      | +26.774         | 23       |        |
| 20      | 71  | Ayumu Sasaki           | Honda       | 21      | +26.905         | 25       |        |
| 21      | 96  | Manuel Pagliani        | Mahindra    | 21      | +27.400         | 31       |        |
| 22      | 95  | Jules Danilo           | Honda       | 21      | +27.534         | 28       |        |
| 23      | 64  | Bo Bendsneyder         | KTM         | 21      | +27.612         | 17       |        |
| 24      | 41  | Nakarin Atiratphuvapat | Honda       | 21      | +35.218         | 29       |        |
| 25      | 75  | Albert Arenas          | Mahindra    | 21      | +50.124         | 19       |        |
| 26      | 4   | Patrik Pulkkinen       | Peugeot     | 21      | +1:18.379       | 30       |        |
| 27      | 33  | Enea Bastianini        | Honda       | 21      | +1:20.064       | 15       |        |
| Ret     | 21  | Fabio Di Giannantonio  | Honda       | 12      | Caída           | 5        |        |
| Ret     | 48  | Lorenzo Dalla Porta    | Mahindra    | 12      | Caja de cambios | 26       |        |
| Ret     | 19  | Gabriel Rodrigo        | KTM         | 11      | Caída           | 13       |        |
| Ret     | 23  | Niccolò Antonelli      | KTM         | 1       | Caída           | 14       |        |
| 1.      |     |                        |             |         |                 |          |        |
| Fuente: |     |                        |             |         |                 |          |        |